# Šlomo Ben Ami
Šlomo Ben Ami (hebrejsky: שלמה בן עמי‎; * 17. července 1943, Tetuan, Maroko) je izraelský politik, diplomat a historik. V letech 2000 až 2001 zastával funkci izraelského ministra zahraničí.

## Biografie
Narodil se v marockém Tetuanu do rodiny sefardských Židů. Do Izraele přesídlil v roce 1955. Studoval na Telavivské a Oxfordské univerzitě, kde získal doktorát (Ph.D.) z historie. V polovině 70. let působil jako historik na Telavivské univerzitě a v letech 1982 až 1986 jako děkan fakulty historie. Z počátku se zabýval dějinami Španělska a jeho biografie španělského diktátora generála Primo de Rivery (1923–1930) z roku 1983 je dodnes považována za nejvýznamnější publikaci svého druhu. Později se věnoval dějinám Izraele a dějinám Blízkého východu, avšak meziválečné dějiny Španělska nikdy neopustil. Ještě než vstoupil do politiky, působil v letech 1982 až 1986 jako izraelský velvyslanec ve Španělsku. V roce 1996 byl poprvé zvolen do Knesetu za Stranu práce.
Po volbách v červenci 1999 byl jmenován ministrem vnitřní bezpečnosti ve vládě Ehuda Baraka, čímž získal portfolio zodpovědné za izraelskou policii. Když v srpnu 2000 jeho stranický kolega David Levy rezignoval na post ministra zahraničí, premiér Ehud Barak jej jmenoval i ministrem zahraničních věcí (nejprve zastupujícím, posléze od listopadu oficiálním).
Na obou ministerských postech působil až do března 2001, kdy v přímé premiérské volbě vyhrál Ariel Šaron z opoziční strany Likud (parlamentní volby se tehdy nekonaly paralelně s premiérskou volbou). Ben Ami odmítl účast v Šaronově vládě a v srpnu 2002 rezignoval na svůj poslanecký mandát.

## Knihy
- The Origins of the Second Republic in Spain (1978)
- Fascism from Above: Dictatorship of Primo de Rivera in Spain, 1923–1930 (1983)
- Spain between Dictatorship and Democracy (1980)
- Anatomia de una Transición [Anatomy of a Transition] (1990) (španělsky)
- Italy between Liberalism and Fascism (1986)
- Quel avenir pour Israël? [Which Future for Israel?], (Hachette Littérature 2002), ISBN 2-01-279104-2. (francouzsky)
- Scars of War, Wounds of Peace: The Israeli-Arab Tragedy (Oxford University Press 2006), ISBN 0-19-518158-1.

V češtině zatím vyšla:
- Válečné šrámy, mírové rány: izraelsko-arabská tragédie. Praha: Argo, 2010. 371 s. ISBN 978-80-257-0334-2.